# Wohn- und Wirtschaftsgebäude Barcheler Straße 17
Das Wohn- und Wirtschaftsgebäude Barcheler Straße 17 in der niedersächsischen Gemeinde Oerel, Ortsteil Barchel, wurde in der ersten Hälfte des 19. Jahrhunderts gebaut. Aktuell (2025) wird es zum Wohnen genutzt.
Das Gebäude steht unter Denkmalschutz (siehe auch Liste der Baudenkmale in Oerel).

## Geschichte und Beschreibung
Oerel wurde erstmals 937 erwähnt und Barchel im 14. Jahrhundert. Beide Orte gehören zur heutigen Samtgemeinde Geestequelle im Landkreis Rotenburg (Wümme).
Das eingeschossige traufständigen Wohn- und Wirtschaftsgebäude als Zweiständer-Hallenhaus, in gleichmäßigem Gitterfachwerk mit Steinausfachungen, reetgedecktem Krüppelwalmdach mit Fledermausgaube, Niedersachsengiebel mit Uhlenloch, Pferdeköpfe und der Grooten Door mit Korbbogen wurde 1838 für Johann Otten und Frau (Inschrift) vermutlich als Alterswohnsitz der Hofanlage Barcheler Straße 15 gebaut.
Das Landesdenkmalamt befand u. a.: „… als Teil der ehemals gemeinsamen Hofanlage Barcheler Straße 15 besteht wegen der geschichtlichen und städtebaulichen Bedeutung ein öffentliches Interesse ….“
Daneben befindet sich die denkmalgeschützte Hofanlage Barcheler Straße 15 von 1844 und 1804 in Fachwerk.